# Михайловка (Шемонаїхинський район)
Миха́йловка (каз. Михайловка) — село у складі Шемонаїхинського району Східноказахстанської області Казахстану. Входить до складу Каменевського сільського округу.
Населення — 83 особи (2021; 99 у 2009, 126 у 1999, 107 у 1989).
Національний склад станом на 1989 рік:
- росіяни — 74 %